# Leta (rijeka)
Leta (grč. Λήθη, Lếthê) u grčkoj mitologiji rijeka je zaborava u Hadu. 

## Etimologija
Letino se ime izvodi od glagola lanthanein.

## Mitologija
Pijenje vode iz rijeke Lete stvaralo je potpunu zaboravnost, stoga su Grci vjerovali da su duše onih koji su se trebali reinkarnirati bile tjerane da piju njezinu vodu da bi zaboravile sve iz prijašnjih života.
Nije poznato tko je personificirani roditelj Lete, ali je moguće da je to stari bog, Okean, koji je stvorio rijeke i jezera.
Leta je također bilo i ime Najade, Eridine kćeri. Bila je zapravo personifikacija zaborava. Također, to je ime Apolonove i Artemidine majke.

## Vanjske poveznice
- Leta u klasičnoj literaturi (engl.)